# 歸善公主

歸善公主（1541年—1544年），名朱瑞嬫，明朝公主，明世宗第四女。母亲是陈雍妃。
嘉靖二十年正月初六出生，嘉靖二十三年夭折，被追封为公主，其治喪葬禮祭祀同太康公主。